# Бой у хутора Избушенский
Бой у хутора Избушенский — атака итальянского кавалерийского полка «Савойя Кавалерия» на позиции советского 812-го стрелкового полка в станице Усть-Хопёрская 24 августа 1942 года, во время Великой Отечественной войны. Сабельной атакой в галопе полк разбил два советских батальона (первый и второй). Среди итальянских потерь был бронзовый призёр Олимпийских игр 1936 года, командир эскадрона Сильвано Абба. Согласно Норману Дэвису, бой стал последней крупной кавалерийской атакой в европейской истории, хотя успешные кавалерийские атаки во Второй мировой войне проводились вплоть до 1945 года.

## Предшествующие события
Италия вступила в войну против СССР на основании «Стального пакта» с Германией, но согласие об отправке итальянских частей Германия дала только 10 июля 1941 года. Элитный кавалерийский полк «Савойя Кавалерия» был включён в 3-ю механизированную дивизию «Принц Амедео Герцог Аостский» («Челере»). 20 августа 1942 года советские войска начали контрнаступление на стыке 8-й итальянской и 6-й немецкой армий вдоль правого берега Дона. В образовавшуюся брешь итальянцы ввели полк «Савойя Кавалерия».

## Бой
Вечером 23 августа, по итальянским данным, усиленный артиллерией полк «Савойя Кавалерия» вышел на юго-восточный склон высоты 217,3. В это время два батальона советского 812-го стрелкового полка скрытно окопались в широкой низине в нескольких сотнях метров от итальянских позиций. «Савойя Кавалерия» атаковал окопавшиеся советские части и после часа боя остановился на ночлег. На рассвете 24 августа итальянская разведка обнаружила сильную линию советской обороны. Три советских батальона с артиллерией и миномётами расположились в нескольких сотнях метров от итальянцев. Итальянцы атаковали сначала артиллерией и огнемётчиками 2-го эскадрона, которые стали обходить противника с левого фланга. По кавалерии был открыт огонь, но эскадроны, быстро маневрируя, атаковали советские позиции во второй раз и забросали их ручными гранатами. Командир полка Алессандро Беттони приказал 4-му эскадрону спешиться и атаковать фронтально, после чего советские части отошли на вторую линию обороны. Во время этой атаки погиб Сильвано Абба. Командир 812-го полка Серафим Меркулов преждевременно бросил два батальона в атаку, из-за чего пулемётчики прекратили обстрел итальянцев. Воспользовавшись отсутствием пулемётного обстрела, три эскадрона «Савойя Кавалерия» (600 сабель) двинулись на советские позиции рысью, а затем галопом, с саблями наголо и кличами «Carica!» и «Savoia!» Бой завершился в 9:30 утра. По итальянским данным, советские потери составили около 150 человек убитыми и по меньшей мере 600 пленными. Итальянцы также захватили около 40 пулемётов, 10 миномётов и 4 полковых орудия. В результате боя был ликвидирован советский наступательный плацдарм в районе хутора Чеботаревский и ослаблено давление на немецкий 17-й корпус.
По советским данным атака итальянцев была отбита, потери итальянских войск на 24 августа оценивались в 500 человек максимум. Советские войска потеряли почти весь личный состав 1 и 2 батальонов 812 стрелкового полка, а для всей дивизии за 24 августа потери составили 184 человека убитыми, 82 ранеными. 27 августа 304 стрелковая дивизия, включая 812 стрелковый полк, перешла в наступление на противника..